# حسن‌لی (بسنی)
حسن‌لی (به ترکی استانبولی: Hasanlı) یک منطقهٔ مسکونی در ترکیه است که در بسنی واقع شده‌است.